# Zeměplocha (svět)

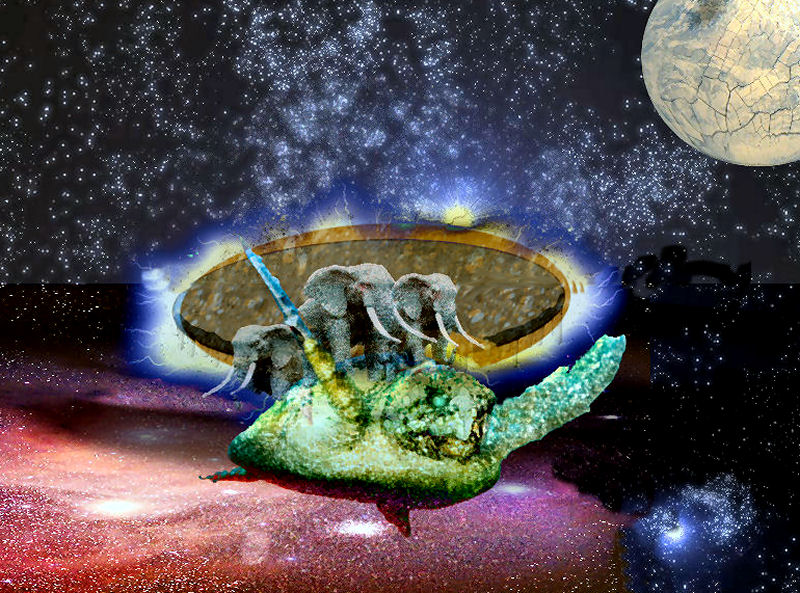
Fanouškovské znároznění A’Tuin plující vesmírem

Zeměplocha je fantastický svět ve tvaru plochého disku, který se objevuje v zeměplošské sérii knih britského spisovatele Terryho Pratchetta.

## Kosmologie
Tento svět spočívá na zádech čtyř (původně možná pěti viz Pátý elefant) obrovských slonů (Berilia, Tubul, T'Phon Velký, Jerakeen) stojících na krunýři gigantické, šestnáct tisíc kilometrů dlouhé želvy jménem A'Tuin, která zvolna pluje vesmírem. Zeměplocha má ve svém středu, v oblastech Hor Beraní hlavy vysokou horu Cori Celesti, kde žijí zeměplošští bohové v čele se Slepým Io. Po jejím obvodu je krajový oceán, věčně přepadající do okolního vesmíru v podobě Krajopádu.
Na Zeměploše neexistuje sever, jih, východ a západ; světové strany jsou posměr, protisměr, střed a okraj. Významným číslem je osm. Barevné spektrum má osm barev (osmá je „barva kouzel“ oktarína – vidí ji jen mágové, tvorové s nadpřirozenými schopnostmi a kočky) a světlo se na Zeměploše šíří skoro stejně rychle jako zvuk. Týden má osm dní, rok osm ročních období a 800 dní. Zeměplošský kalendář má ale 13 měsíců. Všechno je prostoupeno magií, přičemž mágové a čarodějky jsou významnými členy společnosti.

## Geografie
Na Zeměploše je pět hlavních světadílů. Ten, který se vyskytuje ve většině knih, je bezejmenný a svou podstatou přibližně odpovídá pozemské Eurasii. Mimo jiné jsou na něm Země Beraní hlavy, Sto Lat i poněkud „východoevropský“ Überwald.
Ve Sto Latech leží nejznámější město Zeměplochy, Ankh-Morpork se svou magickou Neviditelnou univerzitou. Tam se odehrává děj mnoha dílů cyklu. Dalšími světadíly jsou orientální Vyvažovací kontinent, Klač připomínající Severní Afriku a Střední Východ v kombinaci s Indií a XXXX silně podobný naší Austrálii.

## Obyvatelé Zeměplochy
Na Zeměploše kromě lidí žijí i jiné druhy inteligentních bytostí. trpaslíci, trollové, golemové, vlkodlaci, vílové, nemrtví, Nac Mac Fíglové a další. Mezi jednotlivými druhy někdy dochází ke konfliktům v důsledku společensky nebezpečného jevu zvaného tvarismus (nebo také druhismus).

## Jídla a nápoje

### Mačkadlice
Mačkadlice je pálenka převážně z jablek. Hojně se konzumuje v horách Beraní hlavy, zvláštní oblíbenosti dosáhl tento nápoj u stařenky Oggové. Je to jediný nápoj, pro který jsou Nac mac Fíglové ochotni poslouchat smrtelníky (viz Klobouk s oblohou a další). Jejímu kouzlu propadl také Smrť (Sekáč). Pro obyčejné smrtelníky je velmi silná, přesto si na ni někteří odolní sedláci navykli.

### Omáčka Ohó-Ohó
Ohó-Ohó je vysoce výbušná omáčka, jejíž recept je dědičným vlastnictvím rodiny arcikancléře Neviditelné univerzity Vzoromila Výsměška, který recept na tuto omáčku zdědil po svém strýci. Omáčka Ohó-Ohó, která se výborně hodila ke skopovému, byla tvořena směsí vyzrálé mačkadlice, nakládaných okurek, kaparů, hořčice, manga, fíků, strouhaného vahúni (zeměplošské ovoce podobné durianu), ančovičkové esence, čertova lejna a většího množství síry a ledku, jež měly podporovat potenci.